# エンターテインメントソフトウェア協会
エンターテインメントソフトウェア協会（エンターテインメントソフトウェアきょうかい、Entertainment Software Association）は、アメリカ合衆国におけるコンピューターゲーム産業の業界団体。略称はESA。
1994年4月にインタラクティブ・デジタルソフトウェア協会（Interactive Digital Software Association、IDSA）という名称で設立され、2003年7月16日より現在の名称に変更された。アメリカのコンピューターゲーム業界におけるトップメーカーのほとんどが所属している。

## 主要業務
- E3（世界最大のコンピューターゲーム関連の展示会）の主催 - 2023年消滅
- ESRB（ゲームソフトのレイティング審査団体）の支援
- 海賊版ソフトの撲滅活動

## 会員企業

### 日本企業
- カプコン
- コナミ
- ナムコ
- 任天堂
- セガ
- ソニー・インタラクティブエンタテインメント
- スクウェア・エニックス

### 日本以外の企業
- アクティビジョン・ブリザード
- アタリ
- Square Enix Europe
- エレクトロニック・アーツ
- HeR Interactive
- id Software
- ルーカスアーツ
- マイクロソフト
- テイクツー・インタラクティブ
- THQ Nordic
- ユービーアイソフト
- Warner Bros. Interactive Entertainment
- WildTangent